# Stomatium lesliei
Stomatium lesliei är en isörtsväxtart som först beskrevs av Schwant., och fick sitt nu gällande namn av Volk. Stomatium lesliei ingår i släktet Stomatium och familjen isörtsväxter. Inga underarter finns listade i Catalogue of Life.